# Tam deest avaro quod habet, quam quod non habet
«Tam deest avaro quod habet, quam quod non habet» è una delle Sententiae (Sent. 694) dello scrittore romano Publilio Siro (I secolo a.C.).
La traduzione letterale della massima è: «All'avaro manca tanto ciò che ha, quanto ciò che non ha». Essa fa riferimento al comportamento degli avari, i quali non utilizzano ciò che possiedono per taccagneria: questo atteggiamento li priva non solo di ciò che non hanno, ma anche di tutto ciò che già possiedono.
La massima è stata anche ripresa da Quintiliano nella sua Institutio oratoria.